# Goéland ichthyaète
Ichthyaetus ichthyaetus
Espèce
Statut de conservation UICN

 LC  : Préoccupation mineure
Synonymes
- Larus ichthyaetus

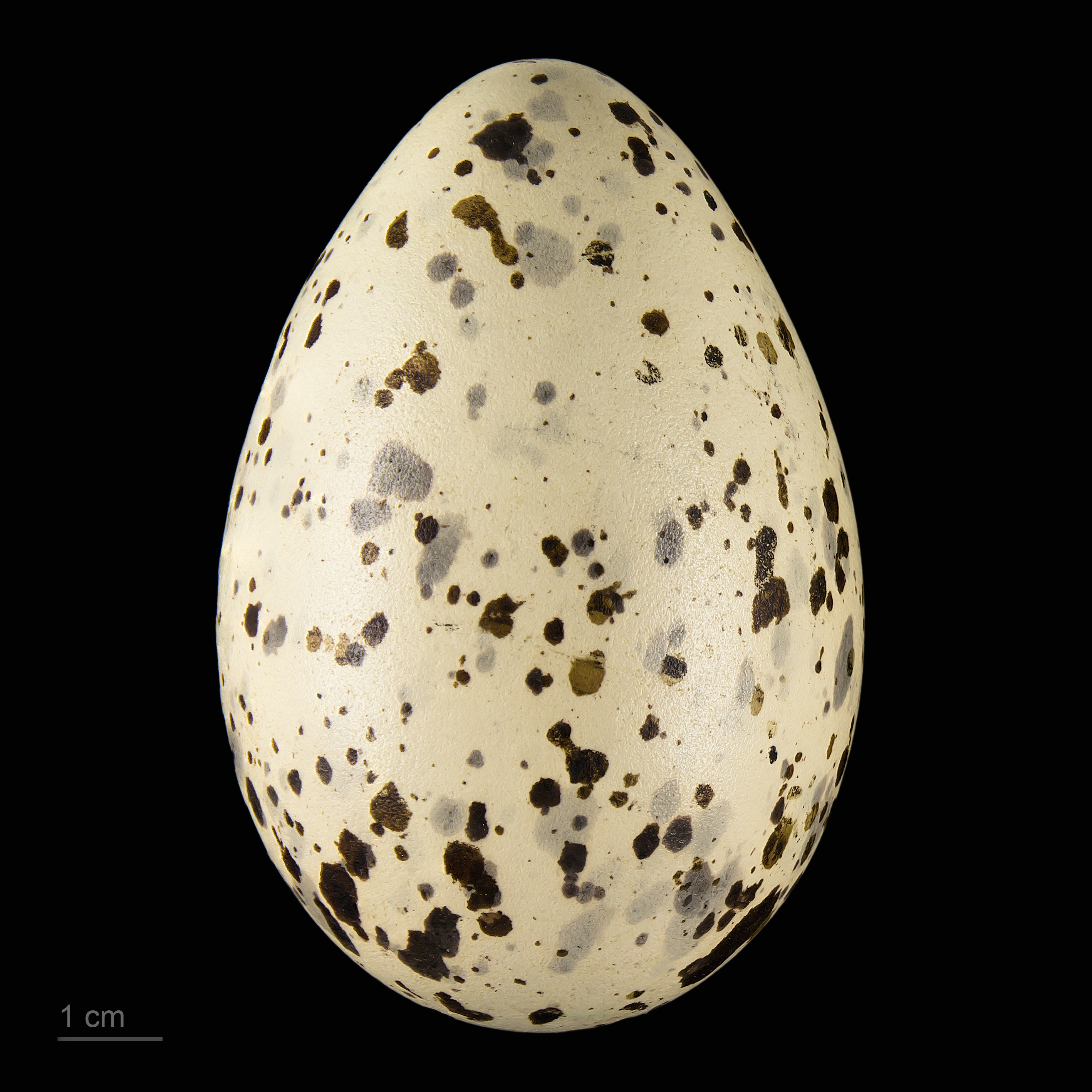
Œuf de Larus ichthyaetus - Muséum de Toulouse

Le Goéland ichthyaète (Ichthyaetus ichthyaetus) est une espèce d'oiseaux de la famille des laridés. Contrairement à la plupart des représentants de sa famille, ce n'est pas à proprement parler un oiseau de mer puisqu'il se reproduit en Russie et en Asie centrale et ne devient maritime que pendant l'hiver.